# Cargolet de Nicéforo
El cargolet de Nicéforo (Thryophilus nicefori) és un ocell de la família dels troglodítids (Troglodytidae).

## Hàbitat i distribució
Sotabosc a vessant occidental dels Andes al nord de Colòmbia.